# Игнатов, Виктор Александрович (политик)
Виктор Александрович Игнатов (род. 15 октября 1968 года, Новосибирск) — российский государственный и политический деятель. Депутат Государственной Думы VII и VIII созыва, член фракции «Единая Россия», член комитета по вопросам собственности, земельным и имущественным отношениям. Член Президиума Генерального совета партии «Единая Россия». Руководитель Сибирского Межрегионального координационного совета партии «Единая Россия». Из-за поддержки вторжения России на Украину, находится под международными санкциями Евросоюза, США, Великобритании и ряда других стран.

## Биография
В 1993 году закончил в Новосибирский электротехнический институт связи имени Н. Д. Псурцева (актуальное название СибГУТИ) по специальности «Экономика и управление в связи». После первого курса был призван в армию и направлен в Кремлевский Полк для прохождения воинской службы. После института работал ведущим инженером - экономистом Новосибирского завода имени Коминтерна. 
В декабре 1997 года баллотировался в Новосибирский областной Совет депутатов, по итогам выборов избран депутатом второго созыва по одномандатному избирательному округу № 45.
В декабре 1999 года баллотировался в Государственную думу РФ III созыва в составе списка "Экологической партии России «Кедр», по итогам выборов партия не преодолела 5-процентный барьер и в Госдуму не прошла. В 1999 году работал в избирательном штабе мэра Новосибирска Виктора Толоконского, который баллотировался на должность главы администрации Новосибирской области. В 2000 году был назначен советником губернатора Новосибирской области.
В 2000 году во время выборов Президента Российской Федерации руководил предвыборным штабом В. В. Путина по Новосибирской области, за что награжден Благодарственным письмом Президента Российской Федерации.
В 2001—2004 году — член Совета Федерации Федерального собрания Российской Федерации, представлял в Совете Федерации исполнительный орган государственной власти Новосибирской области. Был заместителем председателя Комитета по конституционному законодательству, награжден Почетной грамотой Совета Федерации за большой вклад в государственное строительство и развитие парламентаризма в Российской Федерации.
В декабре 2005 года избран депутатом Новосибирского областного Совета депутатов IV созыва, баллотировался в составе списка партии «Единая Россия».
В 2010 году выдвигался в депутаты Областного совета депутатов V созыва, однако в депутаты не прошел. С 2010 по 2011 год — руководитель регионального исполнительного комитета Новосибирского регионального отделения Всероссийской политической партии «Единая Россия». С декабря 2012 года работал помощником полпреда президента РФ в Сибирском федеральном округе. 
В 2013 году Указом Президента Российской Федерации Виктору Игнатову присвоен классный чин действительного государственного советника Российской Федерации 3 класса.
7 мая 2014 года назначен первым заместителем мэра города Новосибирска.
В сентябре 2016 года избран депутатом Государственной Думы по одномандатному избирательному округу № 138 ("Барабинский"). Был членом Комитета Государственной Думы РФ по аграрным вопросам.
В 2021 году повторно избрался депутатом Государственной Думы Федерального Собрания Российской Федерации VIII созыва по одномандатному избирательному округу № 138, стал членом Комитета по вопросам собственности, земельным и имущественным отношениям.
В ноябре 2019 года решением Съезда партии «Единая Россия» избран членом Генерального совета партии и членом Президиума Генерального совета партии «Единая Россия».
В декабре 2023 года получил благодарность за вклад в законотворческую деятельность и развитие парламентаризма в Российской Федерации. 
Указом Президента РФ № 939 от 11 декабря 2023 года награжден медалью ордена «За заслуги перед Отечеством» II степени.

## Законотворческая деятельность
С 2016 по 2019 год, в течение исполнения полномочий депутата Государственной Думы VII созыва, выступил соавтором 12 законодательных инициатив и поправок к проектам федеральных законов.